# Liceo Torricelli-Ballardini

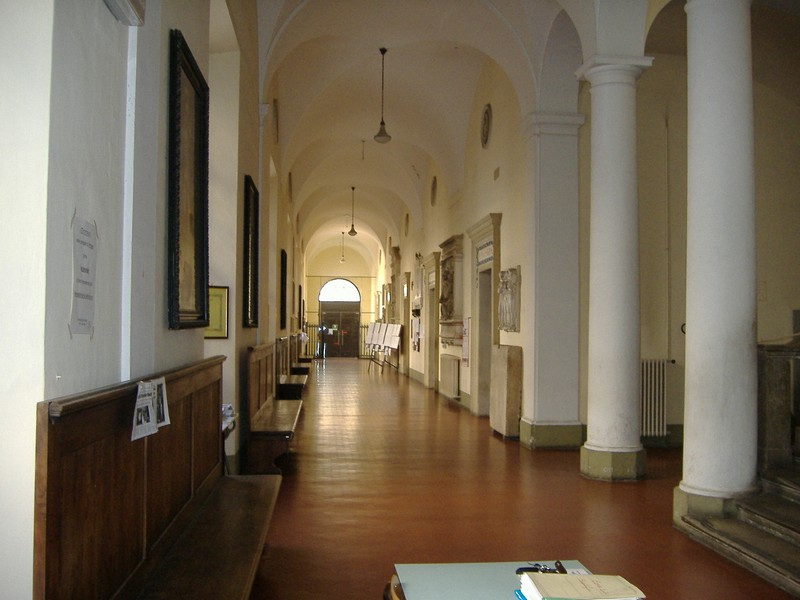
L'atrio del palazzo degli Studi, sede storica del liceo "Torricelli" di Faenza.

Il Liceo "Torricelli-Ballardini" di Faenza, con sezione scientifica annessa, è tra i più antichi licei italiani, essendo stato attivo dal 1803, sebbene la sua storia risalga al 1544: è perciò probabilmente il luogo di insegnamento più antico d'Italia. 
Dal 2014, in seguito alla fusione del Liceo "Torricelli" con il Liceo Artistico "Gaetano Ballardini", viene rinominato Liceo "Torricelli-Ballardini".
Propone sette indirizzi: Artistico, Classico, Linguistico, Scientifico (ordinamentale, scienze applicate, sportivo), Scienze umane.

## Storia
Fino al 1860
Il regio liceo della provincia di Ravenna, con sede in Faenza, raccoglie l'eredità di istituzioni scolastiche faentine preesistenti, che avevano avuto sede nel medesimo palazzo degli Studi:
- Il collegio dei Gesuiti, presenti nella città sin dal 1544[4], fu aperto grazie al lascito del nobile faentino Alessandro Pasi (morto nel 1610) ed ebbe fra i primi alunni lo scienziato Evangelista Torricelli. Nel 1773, soppressa la Compagnia di Gesù, anche il collegio chiude e nel palazzo si insediano i cistercensi. Nel 1840, ricostituitasi la Compagnia di Gesù, riapre il collegio nella stessa sede, sino alla chiusura definitiva nel 1860.
- Il liceo dipartimentale dell'epoca napoleonica (1803-1815) trovò sede a Faenza grazie alla presenza di una prestigiosa scuola neoclassica e alle pressioni esercitate da personalità influenti.
- Il ginnasio: gymnasium in un documento del 1573, poi ginnasio comunitativo ed infine ginnasio comunale fino al 1887

Dal 1860 ai giorni nostri

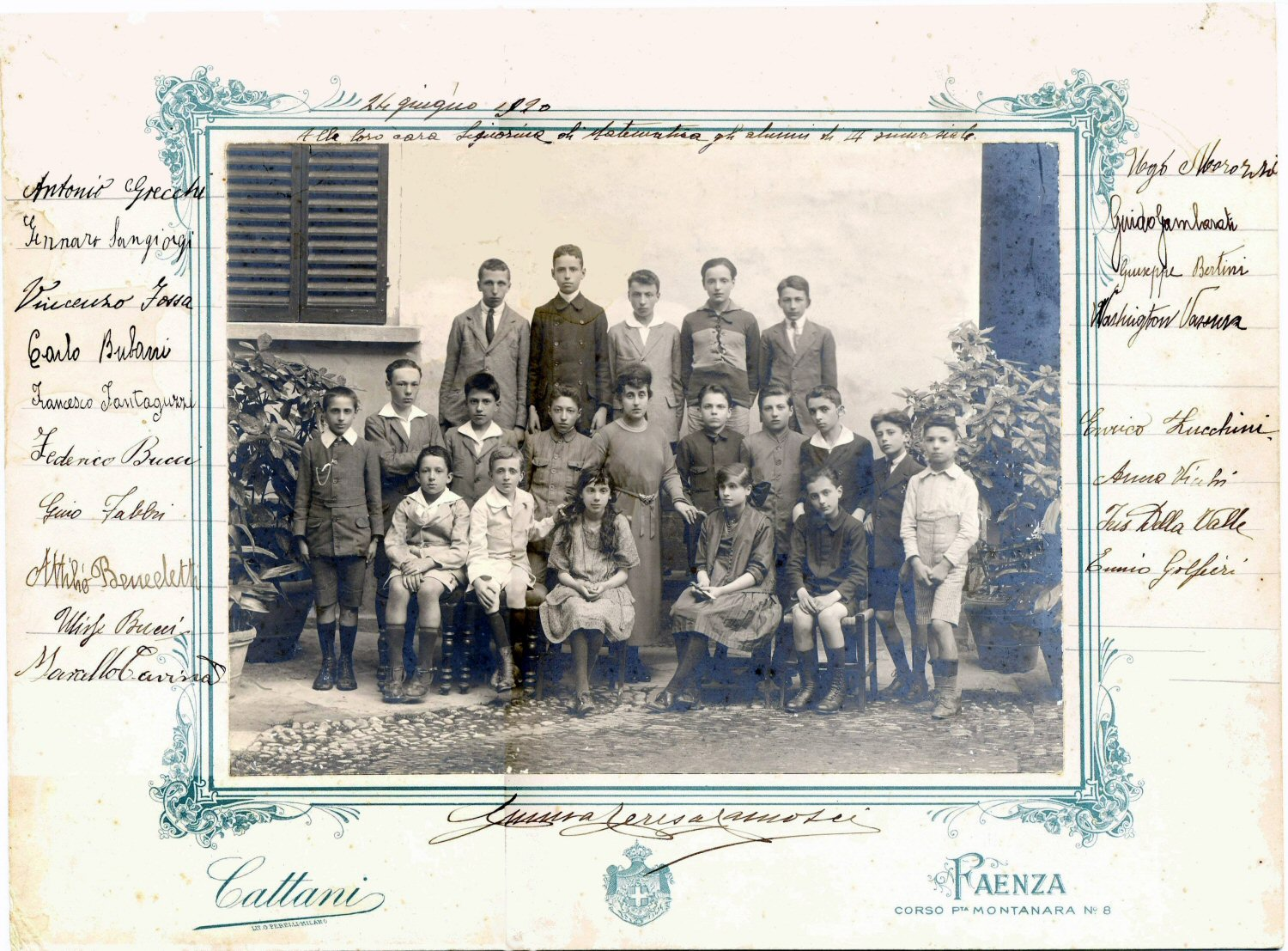
Foto di classe: la terza ginnasio 1919-1920.

- Nel 1860, in seguito all'annessione delle ex legazioni pontificie al Regno di Sardegna, apre a Faenza il regio liceo per la Provincia di Ravenna che, con decreto del 4 marzo 1865, diventa "regio liceo Torricelli".
- Nel 1887 il ginnasio comunale diventa regio e viene annesso al liceo e il personale del ginnasio passa alle dipendenze dello Stato. Da allora, il Torricelli comprenderà un corso ginnasiale di cinque anni, più uno liceale di tre. Soltanto nel 1940 il triennio inferiore ginnasiale si trasformerà in scuola media, staccandosi dal liceo.
- Agli inizi del Novecento, sotto la presidenza di Socrate Topi, furono compiuti importanti lavori di ristrutturazione dell'edificio e fu costruito l'auditorium.
- Nel 1943 apre la sezione distaccata di Lugo, divenuta autonoma nel 1954.
- Nel 1996 al Torricelli viene annesso il liceo scientifico "Francesco Severi". Nel 2006, la sede dell'ex liceo Severi diventa la sede principale del liceo Torricelli.
- Nel settembre 2013 il Torricelli incorpora il liceo artistico "Gaetano Ballardini" (ex istituto d'arte per la ceramica prima della Riforma Gelmini), assumendo la denominazione "Istituto Superiore Liceo di Faenza" per l'a.s. 2013/2014, poi modificata in "Liceo Faenza" per l'a.s. 2014/2015, infine nell'a.s. 2015/2016 assume l'attuale denominazione "Torricelli-Ballardini".

## Struttura
I lavori per la costruzione del palazzo degli Studi iniziarono nel 1672, nella stessa area dove da decenni i gesuiti esercitavano il loro insegnamento. Nel 1680, i locali erano già agibili; in seguito l'edificio si ampliò e subì una serie di ristrutturazioni, mantenendo sempre la sua destinazione scolastica, salvo negli anni 1861-1873, durante i quali funse da caserma. Dal 1879 il palazzo degli Studi ospita anche la pinacoteca comunale. L'antico palazzo rosso, sede storica del Torricelli e della pinacoteca, è evocato nei Canti Orfici di Dino Campana, allievo del Torricelli nell'anno scolastico 1900-1901.

### Biblioteca
La prima biblioteca storica dei gesuiti, costituita soprattutto grazie al lascito del cardinale Carlo Rossetti, con la soppressione del 1773 fu acquisita dal seminario vescovile. Intorno al 1840, i gesuiti ricostituirono una biblioteca ricca di pregevoli edizioni antiche. Nel 1863, dopo la seconda chiusura del collegio avvenuta nel 1860, ne venne redatto l'inventario e Giovanni Ghinassi, primo preside del regio liceo, scelse 3506 volumi che avrebbero costituito il nucleo originario della biblioteca. La biblioteca della sede classica possiede dieci incunaboli, varie centinaia di cinquecentine e numerosi libri antichi.

## Presidi
In ordine cronologico:
- Giovanni Fagnoli (1804)
- Giovanni Ghinassi (1860-1867)
- Valentino Cigliutti (1867-1869)
- Giuseppe Botero (1869-1875)
- Francesco Brizio (1875-1876)
- Bernardino Catelani (1876-1882)
- Flaminio Del Seppia (1882-1883)
- Francesco De Francesco (1883-1884)
- Pietro Ferrando (1884-1885)
- Francesco Simoncelli (1885-1886)
- Giovanni Guelpa (1886-1887)
- Salvatore Righelli (1887-1889)
- Luigi Azzi (1889-1892)
- Alessandro Manoni (26 ottobre-5 novembre 1892)
- Filippo Marcarino (1892-1893)
- Flaminio Del Seppia (1893-1907)
- Giovanni Gottardi (16 aprile-30 settembre 1907) – supplente
- Francesco Paolo Cestaro (1907-1908)
- Giovanni Gottardi (22 maggio-24 settembre 1908) – supplente
- Giulio Antonibon (1908-1911)
- Antonio Messeri (novembre 1911-settembre 1912) – supplente
- Giuseppe Simonetti (1912-1924)
- Ezio Chiorboli (1924-1926)
- Socrate Topi (1926-1939)
- Vittorio Ragazzini (1939-1958)
- Giuseppe Bertoni (1958-1975)
- Massimiliana Hermann de Pitner (1975-1979)
- Anna Riva Lunardi (1979-1983)
- Luigi Fioravanti (1983-1984)
- Anna Maria Balbi (1984-1985)
- Vittorio Fabbri (1985-1988)
- Giuseppe Buscemi (1988-1993)
- Vittorio Fabbri (1993-1997)
- Luigi Neri (1997-2021)
- Paola Falconi (2021 - in carica)